# Рытвины Александрия
Рытвины Александрия (англ. Alexandria Sulcus) — рытвины (рельеф из чередующихся борозд и кряжей) на поверхности луны Сатурна — Энцелада. Является одной из четырёх «тигровых полос», через которые в окружающее пространство извергается лед, покоящийся в океане внутри спутника.

## География
Примерные координаты — 75°38′ ю. ш. 137°34′ з. д. / 75,63° ю. ш. 137,56° з. д.. Рытвины Александрия находится в южной полярной области Энцелада. От неё на западе ответвляются рытвины Камфора, а на востоке находятся рытвины Каир.

## Геология
Максимальный размер структуры составляет 111 км. тот разлом, по-видимому, является одним из самых молодых деталей околополярной области спутника. Его глубина оценивается 500 метров, а ширина — 2 км. Высота окружающих стенок составляет примерно 100 метров, а ширина 2−4 км. Рытвины окружена отложениями крупнозернистого водяного льда (который выглядит бледно-зелёным на спектрозональных снимках, полученных объединением изображений в ультрафиолетовом, зелёном и ближнем инфракрасном диапазоне). Его наличие указывает на то, что область достаточно молода и ещё не покрыта мелкозернистым льдом из Е-кольца. Результаты спектрометрии в видимой и инфракрасной области показывают, что зеленоватый лёд в тигровых полосах отличается по составу от льда других участков поверхности Энцелада. Спектрометрическое обнаружение свежего кристаллического водяного льда в полосах говорит о молодости этих участков (моложе 1000 лет) или их недавней переплавке. Кроме того, в тигровых полосах были найдены простые органические соединения, больше нигде на поверхности до сих пор не обнаруженные.

## Эпоним
Названа в честь Александрии — египетского города, фигурирующего в сборнике арабских сказок «Тысяча и одна ночь». Официальное название было утверждено Международным астрономическим союзом в 2006 году.
- Северная часть рытвин Александрия (слева). Слева направо: рытвины Александрия, рытвины Каир, рытвины Багдад
- Тигровые полосы Энцелада. По диагонали снизу вверх: рытвины Александрия, рытвины Каир, рытвины Багдад, рытвины Дамаск